# 청두중의약대학 & 쓰촨성 인민병원역
청두중의약대학 & 쓰촨성 인민병원역은 2012년에 개통한 중국의 철도역이다.

## 역 주변
- 청두중의약대학
- 쓰촨성 인민병원